# NGC 7725
NGC 7725 је лентикуларна галаксија у сазвежђу Водолија која се налази на NGC листи објеката дубоког неба.
Деклинација објекта је - 4° 32' 20" а ректасцензија 23h 39m 14,7s. Привидна величина (магнитуда) објекта NGC 7725 износи 13,8 а фотографска магнитуда 14,8. NGC 7725 је још познат и под ознакама MCG -1-60-18, IRAS 23367-0448, PGC 72025.